# Paombong
Paombong, Tagalog: Bayan ng Paombong, ist eine philippinische Stadtgemeinde in der Provinz Bulacan, in der Verwaltungsregion III, Central Luzon. Nach dem Zensus von 2015 hatte Paombong 53.294 Einwohner, die in 14 Barangays lebten. Sie wird als Gemeinde der dritten Einkommensklasse auf den Philippinen und als teilweise urbanisiert eingestuft.
Paombongs Nachbargemeinden sind Calumpit im Norden, Malolos City im Osten, Hagonoy im Westen. Im Süden liegen ausgedehnte Mangrovenwälder an der Küste der Bucht von Manila. Die Topographie der Stadt ist gekennzeichnet durch das Flachland der zentralen Luzon-Tiefebene.

## Baranggays
| - Binakod - Kapitangan - Malumot - Masukol - Pinalagdan - Poblacion - San Isidro I | - San Isidro II - San Jose - San Roque - San Vicente - Santa Cruz - Santo Niño - Santo Rosario I |